# Sitta von Reden

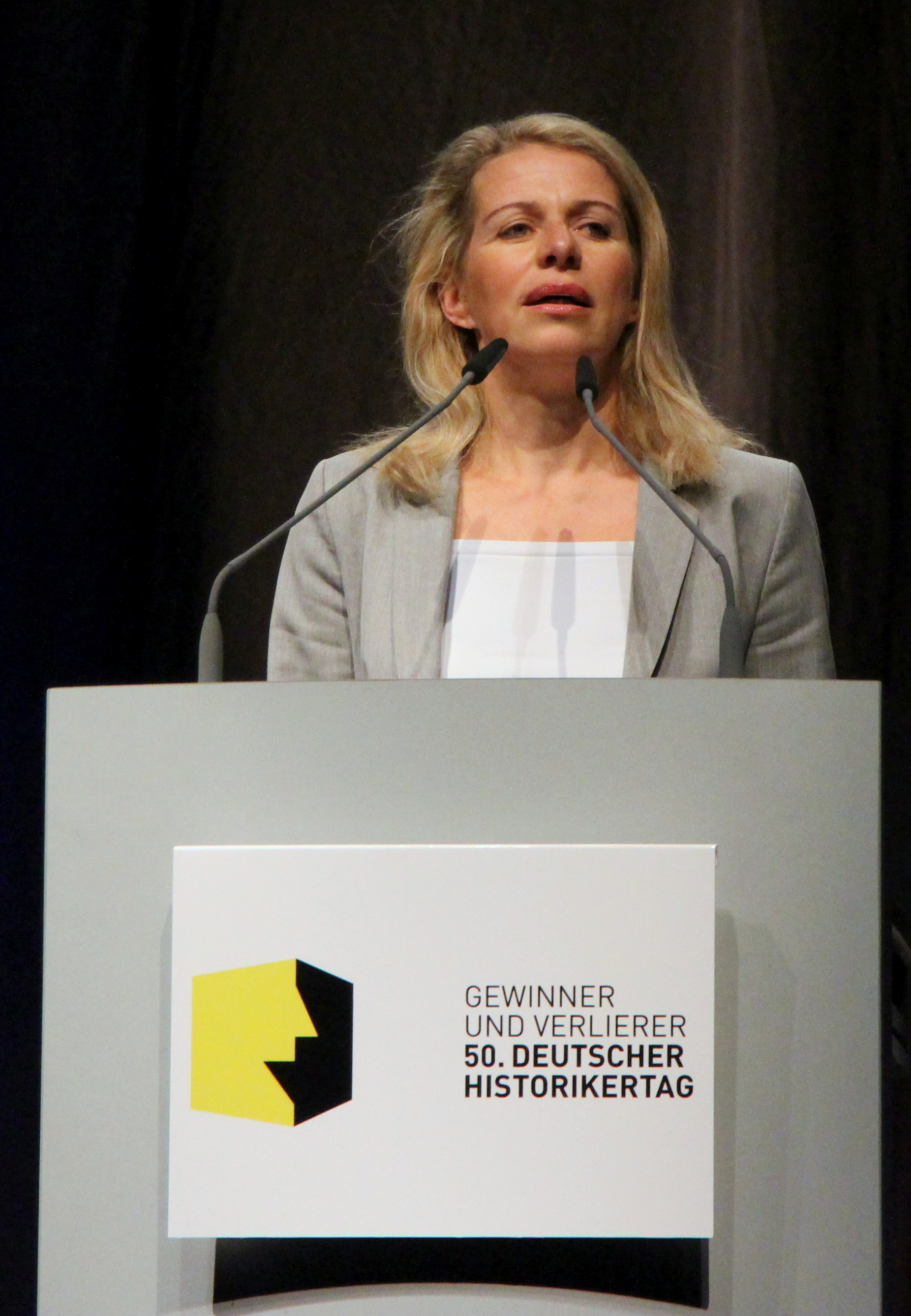
Reden auf dem 50. Deutschen Historikertag 2014 in Göttingen

Sitta Valerie Ilse Alberta von Reden (* 29. August 1962 in Hannover) ist eine deutsche Althistorikerin und Hochschullehrerin an der Universität Freiburg. Ihr Forschungsschwerpunkt liegt im Bereich der antiken Wirtschafts-, Sozial- und Kulturgeschichte.

## Leben
Sitta von Reden studierte Volkswirtschaftslehre und Geschichte an der Albert-Ludwigs-Universität Freiburg, anschließend an der Freien Universität Berlin und der University of Cambridge Klassische Philologie und Geschichte. Nach dem 1987 an der FU Berlin abgelegten Staatsexamen wurde sie 1993 in Cambridge mit der Arbeit Studies in Market and Exchange in Ancient Athens in Alter Geschichte promoviert. Ihre Dissertation wurde mit dem Preis für die beste Dissertation in Großbritannien (Sektion Alte Geschichte und Archäologie) der Hellenic Foundation in Oxford ausgezeichnet. Im Anschluss an eine mehrjährige Lehr- und Forschungstätigkeit an verschiedenen britischen Universitäten habilitierte sie sich 2005 an der Universität Augsburg mit der Schrift Monetization in 3rd-century BC Egypt und lehrte anschließend als Privatdozentin für Alte Geschichte an der Philologisch-Historischen Fakultät der Universität Augsburg, der Universität Münster und der Universität München. Einen Ruf an die University of Pennsylvania lehnte Reden 2006 ab.
Seit dem 1. April 2010 ist Reden Professorin für Alte Geschichte mit dem Schwerpunkt Griechische Geschichte an der Albert-Ludwigs-Universität Freiburg. Im März 2017 erhielt sie einen Advanced Grant des Europäischen Forschungsrats (ERC) für ihr Projekt Jenseits der Seidenstraße, dotiert mit 2,5 Millionen Euro.
Reden ist verheiratet und hat zwei Kinder.

## Schriften (Auswahl)
- Exchange in Ancient Greece. Duckworth, London 1995, ISBN 0-7156-2600-0.
- mit Paul Cartledge, Paul Millett (Hrsg.): Kosmos. Cambridge University Press, Cambridge 1998, ISBN 0-521-57081-6.
- mit Walter Scheidel (Hrsg.): The Ancient Economy. Edinburgh University Press, Edinburgh 2002, ISBN 0-7486-1322-6.
- Money in Ptolemaic Egypt. Cambridge University Press, Cambridge 2007, ISBN 978-0-521-85264-7.
- Antike Wirtschaft (= Enzyklopädie der griechisch-römischen Antike. Band 10). de Gruyter Oldenbourg, Berlin u. a. 2015, ISBN 978-3-486-85262-2.
- mit M. Dwivedi, L. Fabian, K. Leese-Messing, L. Morris, E. J. S. Weaverdyck (Hrsg.): Handbook of Ancient Afro-Eurasian Economies. Volume 1: Contexts. de Gruyter Oldenbourg, Berlin/Boston 2020, ISBN 978-3-11-060774-1.[2]